# Saint-Cassien (Isère)
Saint-Cassien is een gemeente in het Franse departement Isère (regio Auvergne-Rhône-Alpes). De plaats maakt deel uit van het arrondissement Grenoble. Saint-Cassien telde op 1 januari 2022 1.156 inwoners. 

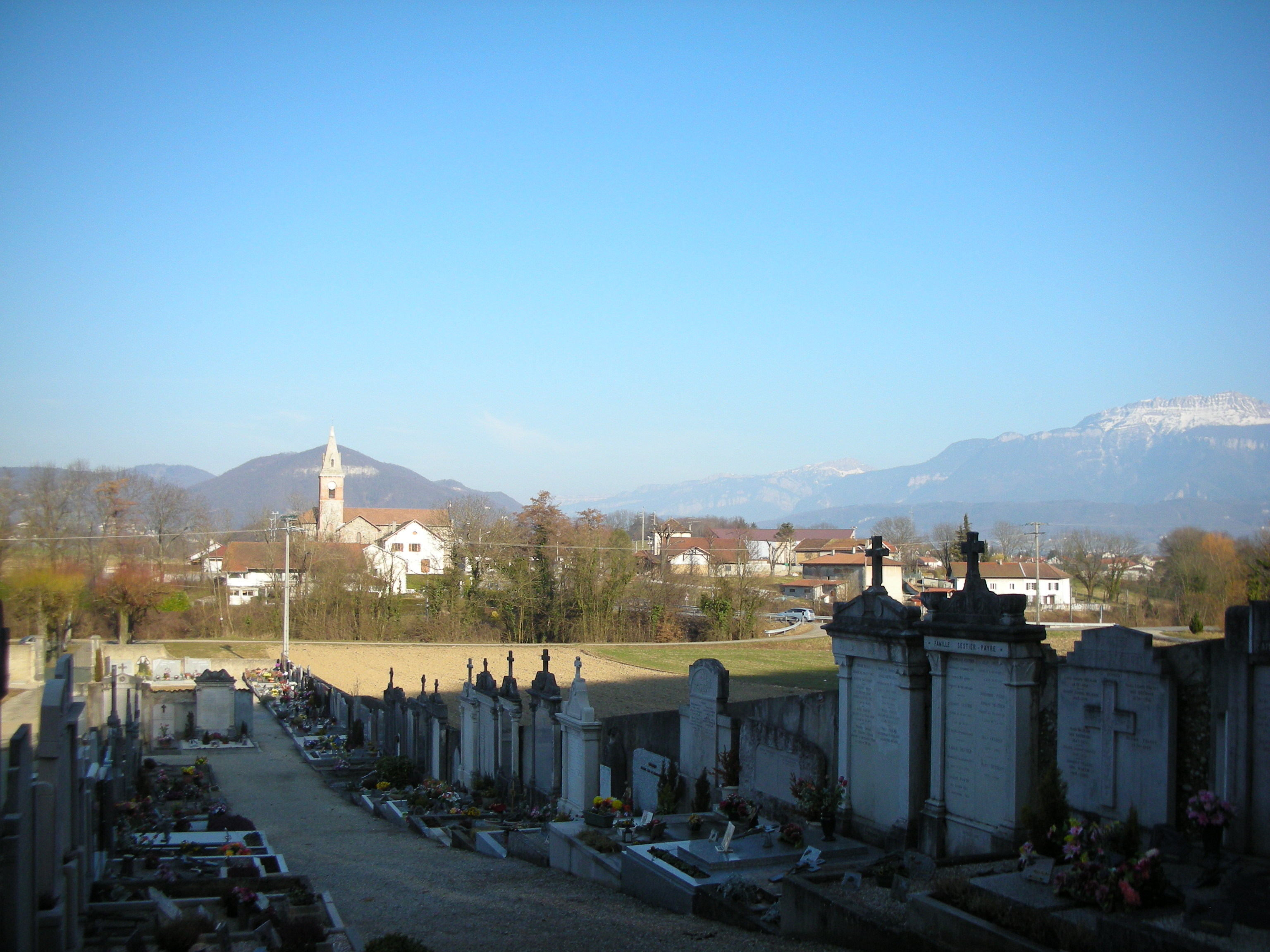
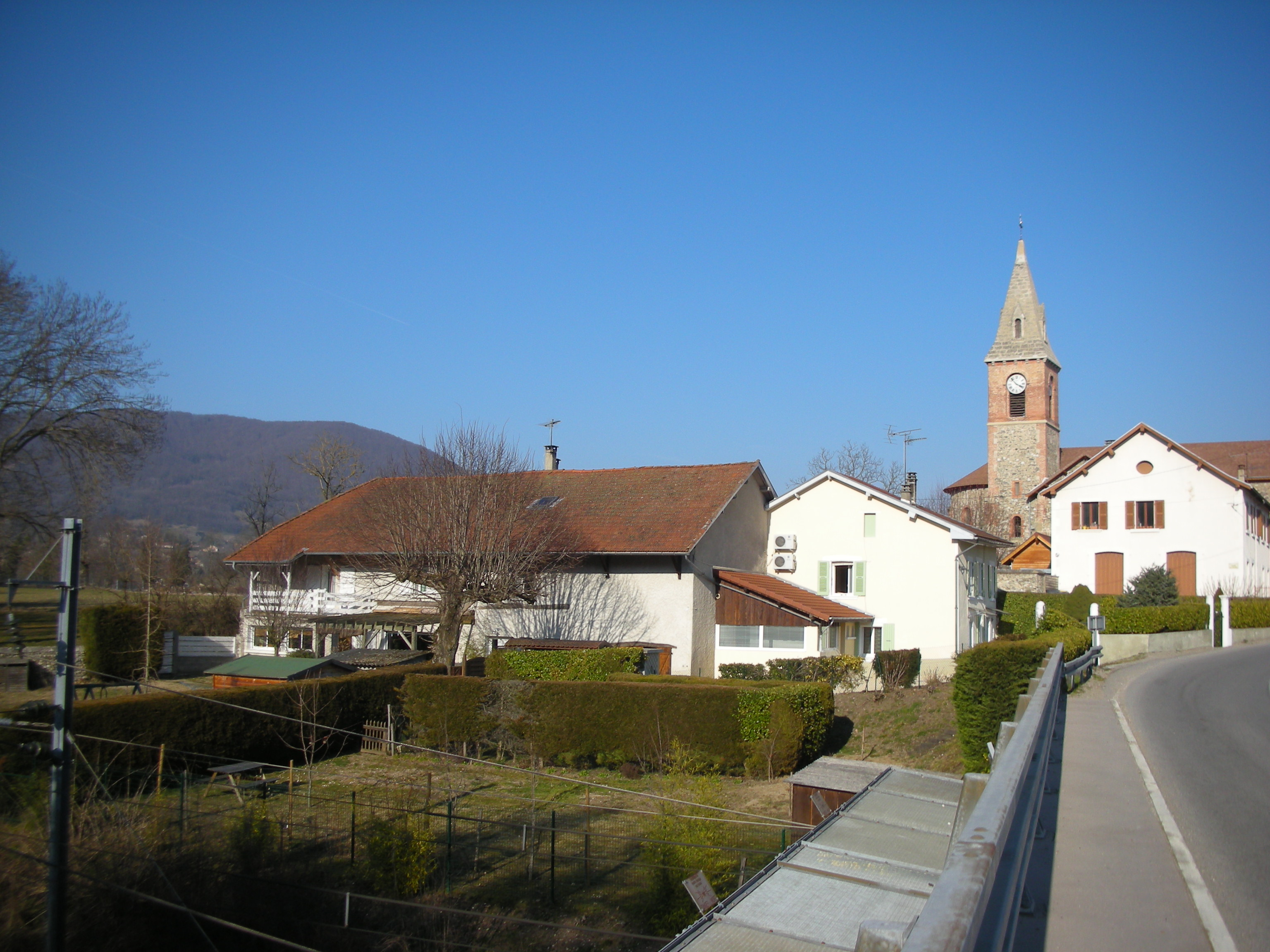

## Geografie
De oppervlakte van Saint-Cassien bedroeg op 1 januari 2022 5,67 vierkante kilometer; de bevolkingsdichtheid was toen 203,9 inwoners per km².

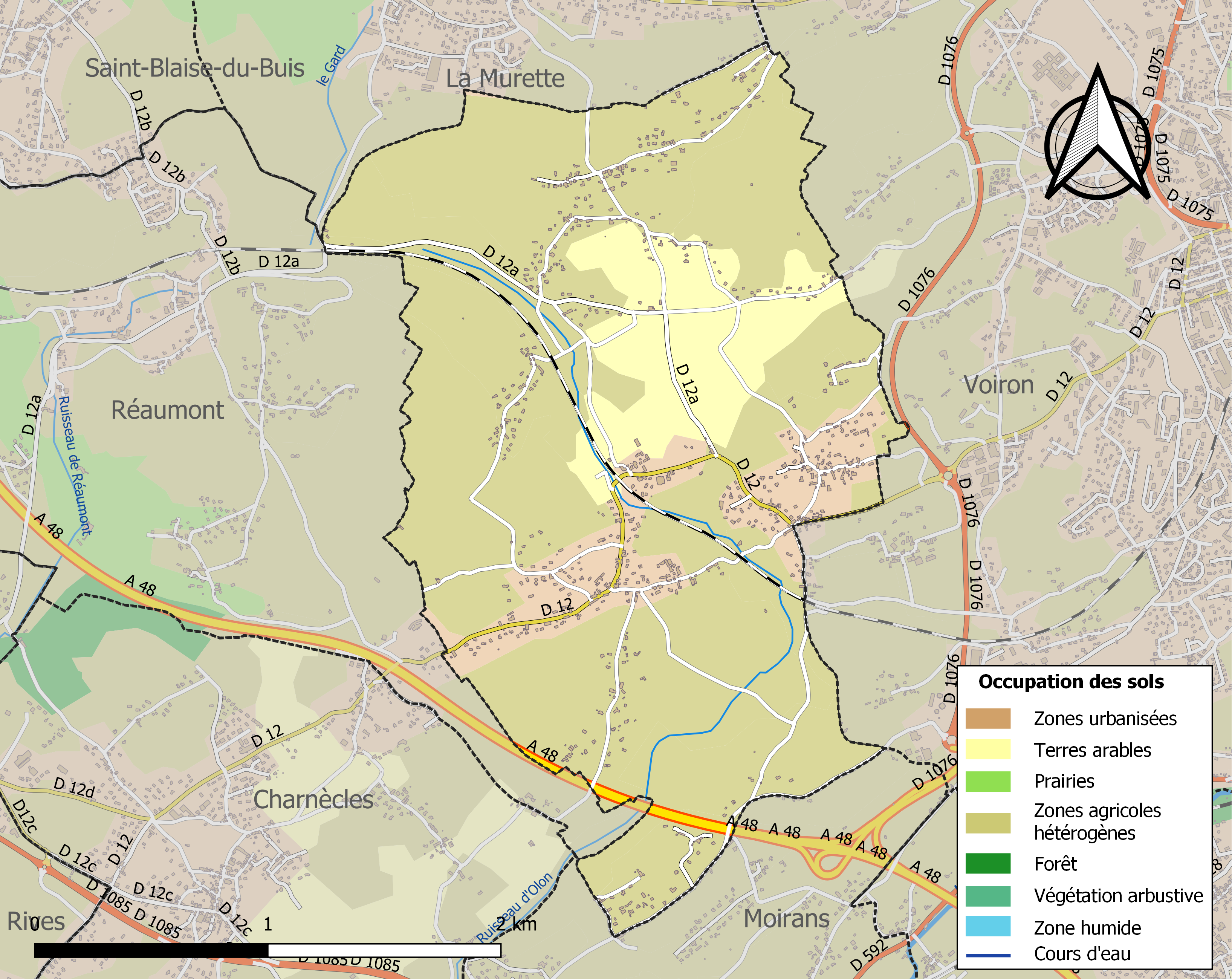
Kaart van de gemeente met de belangrijkste infrastructuur, bodemgebruik en omliggende gemeenten

## Demografie
Onderstaande figuur toont het verloop van het inwonertal (bron: INSEE-tellingen).